# Przełęcz Cisowa (Beskid Mały)
Przełęcz Cisowa (805 m) – przełęcz w Beskidzie Małym pomiędzy szczytami Jaworzyny (861 m) oraz Maleckiego (844 m). Znajduje się w grzbiecie oddzielającym dolinę Isepnicy od doliny Kocierzanki<rewf name=comp/>. Odcinek grzbietu między Jaworzyną i Maleckim jest długi, równy i niemal poziomy, przełęcz Cisowa znajduje się tuż pod szczytem Maleckiego. Była na niej niewielka polanka, z ograniczonymi widokami na Beskid Śląski (ponad szczytami Soliska i Suchego Wierchu). Obecnie rejon przełęczy jest porośnięty lasem.
Przez Przełęcz Cisową biegnie granica między wsiami Międzybrodzie Żywieckie i Kocierz Rychwałdzki (obydwie w województwie śląskim, w powiecie żywieckim), oraz szlak turystyczny. W górnej części wschodnich stoków przełęczy jest rezerwat przyrody Szeroka. Jego granica biegnie granią od Przełęczy Cisowej przez Maleckie i Cisowe Grapy po Szeroką Przełęcz (Przysłop Cisowy).
Szlaki turystyczne
 Tresna – Kościelec – Jaworzyna – Przełęcz Cisowa – Maleckie – Szeroka Przełęcz (Przysłop Cisowy). Czas przejścia: 3 h, ↓ 2:10 h.

## Przypisy

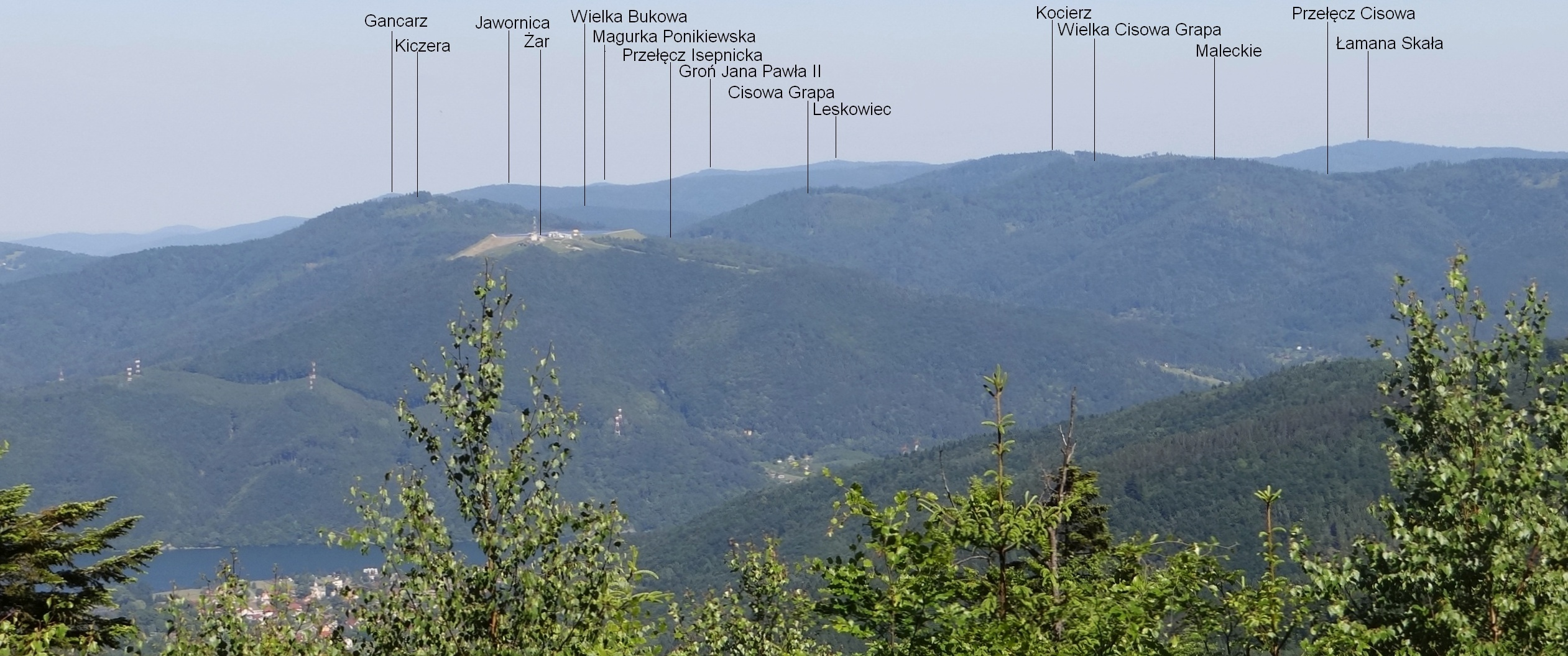
Widok na Przełęcz Cisową z grzbietu Magurki Wilkowickiej